# Саррат, Джейкоб Генри
Джейкоб Генри Саррат (англ. Jacob Henry Sarratt; 1772 — 6 ноября 1819) — один из сильнейших шахматистов Англии в конце XVIII — начале XIX веков, последователь итальянской школы и пропагандист её идей, дал название "Сицилианской защите". Школьный учитель. Переводчик. Свои взгляды изложил в «Трактате о шахматной игре» (1808), который был переиздан после его смерти под названием «Новый трактат о шахматной игре» его учеником У. Льюисом. Перевёл на английский язык произведения П. Дамиано, Р. Лопеса, А. Сальвио (1813) и других. Способствовал унификации правил шахматной игры в Англии с европейскими (в частности, пат стал считаться ничьей, а не проигрышем объявившей его стороны). Современники называли Саррата «профессором шахмат».

## Книги
- A treatise on the game of chess, L., 1808. 1 том, 2 том
- A New Treatise on the Game of Chess, London, 1828. 1 том, 2 том